# Machaerium darienense
Machaerium darienense är en ärtväxtart som beskrevs av Henri François Pittier. Machaerium darienense ingår i släktet Machaerium och familjen ärtväxter. Inga underarter finns listade i Catalogue of Life.